# Коине (грчки)
Коине је облик старогрчког језика који је служио као заједнички језик хеленистичког света и био је стандардизован језик током хеленистичког периода. Језик потиче из грчког језика помешан са неколико дијалекта.. Језик је био коришћен као административни језик у областима под хеленистичким утицајем.

## Историја
Грчки Коине развио се као заједнички дијалект између војника Александра Великог. Након освајања македонских регија, дијалект је проширен од Египта па све до границе Индије. Иако су се елементи грчке коине обликовали и формирали крајем класичне ере, посткласично раздобље Грка датира од смрти Александра Великог, 323. године п. н. е. Након изградње Цариграда, средњовековни грчки језик је почео да се користи. Према истаживањима, средњовековни грчки језик је у ствари коине који је еволуирао.

## Употреба израза
Термин „коине” означава „заједночко”. Претходно су је користили древни учењаци да би квалификовали неколико облика грчког језика. Језик се разликовао од народног и књижевног језика. Када је Коине постепено постао језик учењака, неки људи су тада почели да  разликују два облика: Хеленски као посткласични књижевни облик и Коине као облик народног говора док су други одлучили да повежу коине са александријским дијалектом.

## Фонологија
Грчки коине је период фонолошке транзиције: у почетку је језик био практично идентичан древном грчком, али се трансформацијом приближавао модерном грчком језику. Три најзначајније промене током овог периода биле су губитак износа вокала, замена тонског акцената  нагласаком интензитета и замена већину дифтонга.
| Слово | Изговор на класичном Грчком језику | Изговор на коине језику                                       | Изговор на модерном грчком језику                             | Изговор на фонемичком Коине језику |
| ----- | ---------------------------------- | ------------------------------------------------------------- | ------------------------------------------------------------- | ---------------------------------- |
| β     | [b]                                | [β]                                                           | [v]                                                           | [v]                                |
| γ     | [g]                                | [ɣ], [j] испред [i] и [ɛ]                                     | [ɣ], [ʝ] испред [i] и [ɛ]                                     | [g]                                |
| δ     | [d]                                | [d]                                                           | [ð]                                                           | [ð]                                |
| ε     | [e]                                | [ε]                                                           | [ε]                                                           | [ε]                                |
| ζ     | [zd]                               | [z]                                                           | [z]                                                           | [z]                                |
| η     | [εː]                               | [eː]                                                          | [i]                                                           | [εː]                               |
| θ     | [tʰ]                               | [tʰ]                                                          | [θ]                                                           | [tʰ]                               |
| φ     | [pʰ]                               | [ɸ]                                                           | [f]                                                           | [pʰ]                               |
| χ     | [kʰ]                               | [kʰ]                                                          | [x], [ç] испред [i] и [ɛ]                                     | [kʰ]                               |
| ο     | [o]                                | [ɔ]                                                           | [ɔ]                                                           | [ɔ]                                |
| υ     | [y]                                | [y]                                                           | [i]                                                           | [i]                                |
| ω     | [ɔː]                               | [ɔ]                                                           | [ɔ]                                                           | [ɔ]                                |
| αι    | [ai]                               | [ε]                                                           | [ε]                                                           | [ε]                                |
| αυ    | [au]                               | [aβ] испред звучног сугласника, [aɸ] испред глувог сугласника | [av] испред звучног сугласника, [af] испред глувог сугласника |                                    |
| ει    | [eː]                               | [i]                                                           | [i]                                                           | [i]                                |
| ευ    | [eu]                               | [εβ] испред звучног сугласника, [εɸ] испред глувог сугласника | [εv] испред звучног сугласника, [εf] испред глувог сугласника |                                    |
| ηι    | [ɛːj]                              | [i]                                                           | [i]                                                           |                                    |
| οι    | [oi]                               | [y]                                                           | [i]                                                           | [y]                                |
| ου    | [oː]                               | [uː]                                                          | [u]                                                           | [oː]                               |
| υι    | [yː]                               | [i]                                                           | [i]                                                           | [i]                                |